# Antonio Fernández
Antonio Fernández (Cáceres, 12 giugno 1991) è un arciere spagnolo.

## Palmarès
- Giochi europei

Baku 2015: argento nella gara a squadre.